# Euploea eleutheria
Euploea eleutheria är en fjärilsart som beskrevs av Hans Fruhstorfer 1910. Euploea eleutheria ingår i släktet Euploea och familjen praktfjärilar. Inga underarter finns listade i Catalogue of Life.